# I pionieri della Speranza
I pionieri della Speranza (Les Pionniers de l'Espérance) è una serie a fumetti di fantascienza scritta da Roger Lécureux e disegnata da Raymond Poivet. Pubblicato dal 14 dicembre 1945 all'interno del n. 45 del periodico Vaillant, dove apparve a colori, sino al 26 settembre 1973, in bianco e nero, nel n. 239 di Pif Gadget (assieme alla chiusura di Poïvet). La serie è il primo grande fumetto di fantascienza francese. In Italia è stata pubblicata nel Corriere dei Piccoli anche col titolo I pionieri dello spazio.

## Contesto politico

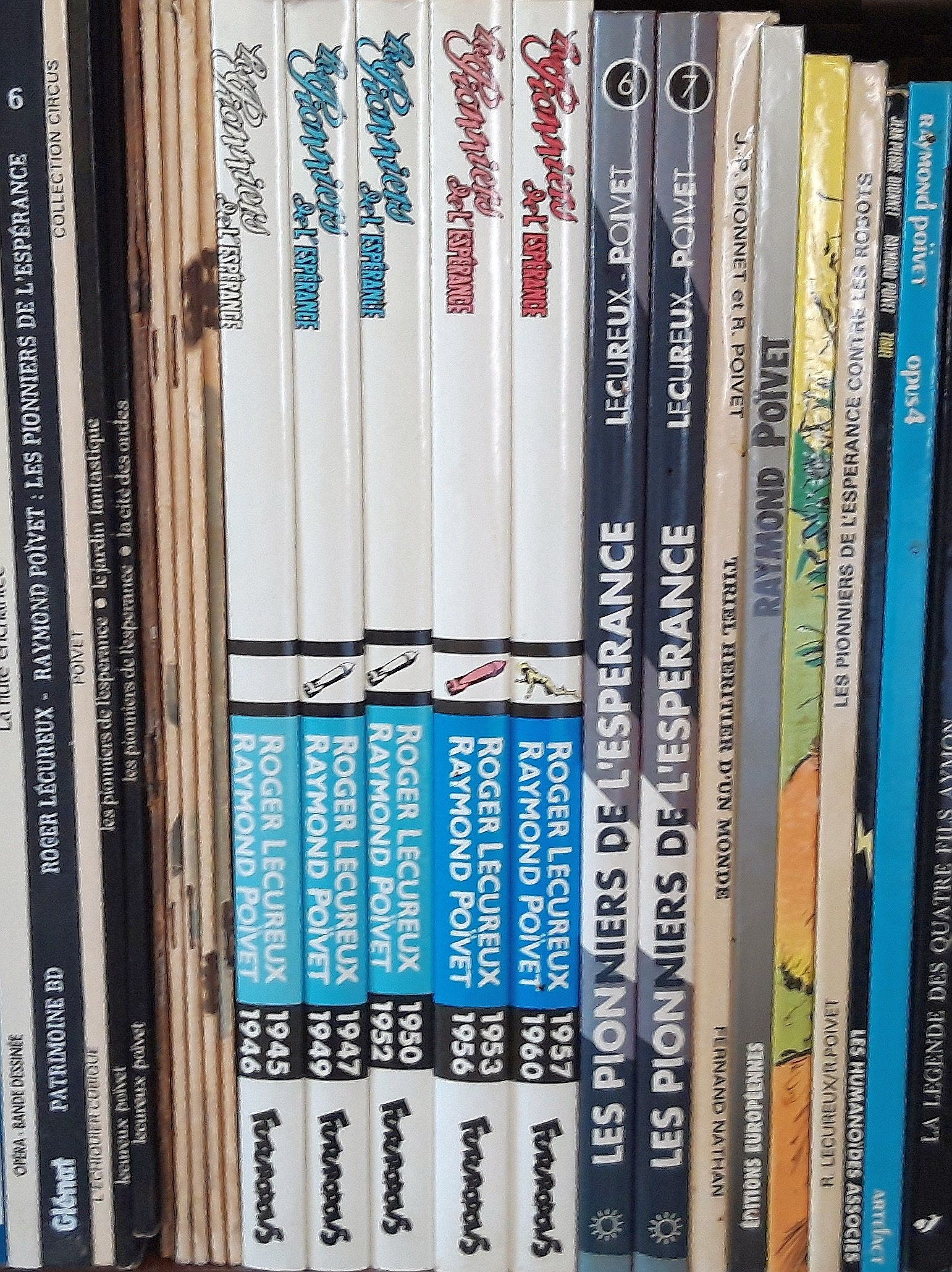
Libri della serie "I pionieri della speranza"

Creato nel secondo dopoguerra su consiglio personale della redazione di Vaillant, dal docente e scrittore Alexandre Ananoff, autore del libro L'Astronautique del 1950 (e "padre ispiratore" della letteratura a fumetti fantascientifici, come Obbiettivo Luna e Abbiamo camminato sulla Luna disegnati da Hergé. Questa serie, con orientamento pacifista, raccontavano le vicissitudini di una squadra cosmopolita di avventurieri responsabili della difesa del pianeta Terra e dei suoi valori di libertà, fraternità e progresso sociale e tecnologico, contro ogni tipo di nemico alieno. È per questo motivo che il titolo iniziale della serie era Gli speranzosi, poi L'Espérance, prima di divenire quello conosciuto da tutti (come disse Roger Lécureux per "la speranza di un mondo migliore").
Secondo la rivista Beaux Arts: «L'orientamento politico del giornale è trasparente nella serie, che evita alcune delle insidie razziste delle strisce americane e promuove valori antirazzisti e audacemente anticolonialisti. La lotta per l'emancipazione dei popoli, per quanto oggi possa sembrare antiquata, era allora un argomento doloroso sul quale i pionieri si erano schierati risolutamente.»

## Sinossi
La storia inizia quando il misterioso pianeta Radias si avvicina pericolosamente alla Terra, causando molti disastri naturali e distruzioni. Il consiglio mondiale invia quindi l'astronave Speranza con la missione di fermarne la minaccia. A bordo, una squadra di sei astronauti: Robert, ingegnere francese; Tom, altro francese (della Martinica); Maud, americano; Tsin-Lu, cinese; Rodion, sovietico e Wright, inglese. Questo punto di partenza è lo stesso di Flash Gordon.
Sin dal primo episodio, la squadra si riduce a quattro membri, in seguito alla morte di Tom e Wright. Robert viene ribattezzato Tangha, che ha un suono più eroico e "spaziale". Successivamente, i due personaggi Maud e Tangha saliranno gradualmente al centro della scena, costituendo così, prima di Laureline e Valérian, una dei primi duo fantascientifico.
La squadra verrà ricostituita dopo quattro episodi, prima della fine delle proprie avventure, durante la creazione del servizio speciale RITE (Ricerche e Indagini nel Tempo e nello Spazio) il cui ruolo sarà quello di completare la conoscenza della storia dell'umanità e dell'universo. L'ambientazione della narrazione è nel XXI secolo, ma i protagonisti verranno smaterializzati e teletrasportati nel passato.

## Tecnica grafica
In occasione della pubblicazione della serie in racconti completi su Pif Gadget, Raymond Poivet sperimentò una tecnica di disegno a punta di feltro di cui fu uno dei primi a servirsi. Il suo disegno diventa anche più approssimativo, dando talvolta l'impressione di una bozza incompiuta (non dimentichiamo che agli esordi era uno stilista di moda, da qui la sua inclinazione per schizzi rapidi ma efficaci, che puntano all'essenziale - essenziale anche in un'aula di tribunale). Il risultato era un'atmosfera alquanto strana, che contrastava con gli stili grafici dei giornali come Vaillant.

## Pubblicazione
Questa serie è stata parzialmente pubblicata negli album di Vaillant, nel 1947 e dal 1960 al 1962. Nel 1984, Futuropolis iniziò una nuova edizione completa che venne interrotta dopo cinque volumi con la fine di questa casa editrice. Soleil Productions ha ripreso le pubblicazioni nel 1994, pubblicando gli episodi dal 1965 al 1967. All'inizio degli anni 2000, pubblicò ben 51 storie - più della metà! - di questa mitica serie che non era mai stata pubblicata in albi.
In Italia fu pubblicata una traduzione sulla rivista Il Pioniere dei Ragazzi nel 1947 dai numeri 25 al 35.
A partire dal 2009, la casa editrice Taupinambour colmerà alcune di queste lacune con album inediti in edizione limitata.
Nel novembre 2021, la casa editrice Fordis ha avviato il progetto di un'edizione completa nello stesso formato dei volumi di Futuropolis, che saranno inclusi in edizione integrale nella pubblicazione da parte di Taupinambour.

## Periodici
Il Pioniere della speranza fu pubblicato dal 1945 al 1969 in Vaillant, poi dal 1969 al 1973 in Pif, per 81 uscite, per un totale di per 1 971 tavole, nell'arco di 28 anni.
Le pubblicazioni successive alle pubblicazioni della prima rivista furono:
- 1960: La Cité de Bangra dans le bimensuel Satellite Images n 1 à 4 (copia dalla rivista di fantascienza Satellite), ed. Scientifiques et Littéraires
- 1967: Les Forbans de l’espace in Phénix 3 e 4
- 1971: Inaccessible 7 in Ran Tan Plan n. 23 e 24
- 1974: Le professeur Marvel a disparu dans Ran Tan Plan 32 - 35[8]
- 2004: La Dernière Sépulture dans Bang! n. 7 (l'ultimo episodio della serie)

## Album
- 1947: Vers l’Ourang mystérieux, coll. Les Albums Vaillant, ed. Vaillant
- 1960: Kataraz la maudite, coll. Les Grandes Aventures n. 4, ed. Vaillant
- 1961: Aquatide la cité des ondes, coll. Les Grandes Aventures n. 8, ed. Vaillant
- 1961: Le Jardin fantastique, coll. Les Grandes Aventures n. 12, ed. Vaillant
- 1961: 20° latitudine sud, coll. Les Grandes Aventures n. 13, ed. Vaillant (contiene anche C'était il y a 50 000 ans e Rouge et or; solo il primo racconto è un'avventura dei Pionieri)[9]
- 1962: On a volé les plans du satellite artificiel!, coll. Les Grandes Aventures n. 16, ed. Vaillant
- 1962: Radias, la planète aux mille secrets, coll. Les Grandes Aventures n. 18, ed. Vaillant (riedizione dell'album del 1947 Vers l’Ourang mystérieux)
- 1968: Le Jardin fantastique (suivi de Le Désert blanc), coll. Images et aventures n. 10, ed. Vaillant (riedizione ampliata e a colori dell'album del 1961)
- 1974: Les Pionniers de l’Espérance contre les robots, éd. du Kangourou (versione a colori di Inaccessible 7)
- 1979: La Cité des ondes, éd. du Fromage (riedizione dell'album Vaillant Aquatide la cité des ondes de 1961)
- 1979: Le Jardin fantastique, éd. du Fromage (riedizione dell'album Vaillant de 1961)
- 1984 - 1994: recueils des Pionniers de l’Espérance aux éd. Futuropolis, coll. Copyright (1 - 5), ed. Soleil (6 e 7)
  - Vers l’Ourang mystérieux - La Cité de Bangra (1945 - 1946; 1984)
  - Le Désert blanc - Kataraz la maudite - Cinq-cent mille ans avant (1947 - 1949; 1984)
  - La Cité des ondes - Le Secret de Jacques Ferrand - Le professeur Marvel a disparu (1950 - 1952; 1984)
  - Le Jardin fantastique - Caluda (1953 - 1956; 1988)
  - Échec aux Zions - Inaccessible 7 (1957 - 1960; 1989)
  - Il n’est jamais trop tard - L’Otage des profondeurs - La Première Fugue - La Terre sautera ce soir! - Les Buveurs de mers - Les Prisonniers du temps - Le Paradis du professeur Danvers - Les Naufragés de l’espace (1965 - 1966; 1994)
  - Le Cas du docteur Kitt - Quatre moins deux égale un - Les Mirages d’or - Destination infini - L’Étrange Fin du capitaine Jork - Une chaude affaire - La Conquête silencieuse - L’Invulnérable X (1966 - 1967; 1994)
  - previsto nel 1995, ma non pubblicato. Avrebbe dovuto includere Les Compagnons de Nibor et Les Forbans de l’espace (1960 - 1963 - fine delle storie seriali settimanali)
- 2005: Les Hommes aux yeux d’or, ed. Glénat (Include Caluda del 1957-58 e un dossier Poïvet)
- 2009 - 2010: raccolte des Pionniers de l’Espérance aux éd. du Taupinambour
  - L’Affaire des héros - La Tête d’épingle - L’Homme de chair - Les Cobayes du cosmos
  - Un soleil a disparu - Les Hommes-papillons - La Mort de Tangha - La Planète Diamant
  - Les Grands Monstres - L’Armada fantôme - Les Oiseaux poignards - Le Fléau d’or
  - Les Robinsons de la planète X - Le Jour où la Terre se rendit - Les Garrots vivants - L’Homme poussière
  - Le Hérisson de métal - Un simple cauchemar - La Pierre de joie - La Créature du 02-10-2069
  - HS. Les Compagnons de Nibor

## Premi
- Nel 1969, la Società francese del fumetto ha assegnato il suo Gran Premio ai Pionieri della Speranza.